# Karel Koníček
Karel Koníček es un deportista checoslovaco que compitió en piragüismo en la modalidad de eslalon. Ganó una medalla de plata en el Campeonato Mundial de Piragüismo en Eslalon de 1949, en la prueba de C2 por equipos.

## Palmarés internacional
| Campeonato Mundial | Campeonato Mundial | Campeonato Mundial | Campeonato Mundial |
| Año                | Lugar              | Medalla            | Competición        |
| ------------------ | ------------------ | ------------------ | ------------------ |
| 1949               | Ginebra (Suiza)    | Medalla de plata   | C2 por equipos     |